# Americano FC (Bacabal)
Americano FC is een Braziliaanse voetbalclub uit Bacabal in de staat Maranhão. 
De club werd opgericht op 15 november 1978. De club speelde verschillende seizoenen in de hoogste klasse van het Campeonato Maranhense. 